# Li Xiaopeng (football)
Pour l’article homonyme, voir Li Xiaopeng.
Li Xiaopeng, né le 20 juin 1975 à Qingdao, est un ancien footballeur, reconverti entraîneur chinois.

## Parcours d'entraineur
- nov. 2013- 2014 :  Qingdao FC
- déc. 2017-nov. 2020 :  Shandong Luneng Taishan FC
- déc. 2020-déc. 2021 :  Wuham Zall FC
- depuis déc. 2021 :  Chine